# Ángel Cancel
Ángel Cancel, né le 2 août 1940, à Río Piedras, à Porto Rico, est un ancien joueur et entraîneur portoricain de basket-ball.

## Palmarès
- 3e des Jeux panaméricains de 1963